# Wolfgang Riemann (Turkologe)
Wolfgang Riemann (* 1944 in Tirol) ist ein deutscher Turkologe und Islamwissenschaftler. Er lebt in Frankfurt am Main und gilt als einer der profiliertesten Übersetzer der modernen türkischen Literatur ins Deutsche.
Riemann übersetzte bekannte Belletristen aus dem Türkischen, beispielsweise drei Romane von Zülfü Livaneli, darunter auch den international erfolgreichen Roman Glückseligkeit (2008). Außerdem hat Wolfgang Riemann viele Romane und Erzählungen von zahlreichen türkischen Autoren ins Deutsche übertragen, darunter u. a. Halid Ziya Uşaklıgils „Verbotene Lieben“. Auch auf Türkisch schreibende Autoren in Deutschland wie Habib Bektaş, Aras Ören und Fakir Baykurt ermöglichte er durch seine Übertragungen Ausgaben in deutscher Sprache.
Darüber hinaus arbeitet Riemann in seinem Bereich literaturwissenschaftlich bzw. bibliographisch. Insbesondere erschienen von ihm die Untersuchung Das Deutschlandbild in der türkischen Literatur (Harrassowitz, 1983) und die Bibliographie „Über das Leben in Bitterland. Bibliographie zur türkischen Deutschland-Literatur und zur türkischen Literatur in Deutschland“ (Harrassowitz, 1900) Türken in Deutschland.

## Schriften (Auswahl)

### Monographien
- Das Deutschlandbild in der modernen türkischen Literatur. Wiesbaden: Otto Harrassowitz Verlag 1983. x,133 S. ISBN 3-447-02333-3
- Über das Leben in Bitterland. Bibliographie zur türkischen Deutschland-Literatur und zur türkischen Literatur in Deutschland. Mit zahlr. Annotationen. Wiesbaden: Otto Harrassowitz Verlag 1990. xxv, 138 S. ISBN 3-447-03070-4
- Hundert Jahre Nâzım Hikmet. 1902-1963 Herausgegeben von Monica Carbe und Wolfgang Riemann. [15 Beiträge u. a. von Annemarie Schimmel, Barbara Frischmuth u. Gisela Kraft.] Hildesheim: Georg Olms Verlag 2002. 229 S. ISBN 3-487-11575-1

### Übersetzungen
- Tezer Özlü [Kıral]: Die kalten Nächte der Kindheit.[Çoçukluğun soğuk geceleri.] Roman. Berlin: EXpress Verlag 1985. 98 S.
- Zeitgenössische türkische Erzählungen. [Çağdaş Türk öyküleri.] Zweisprachig türkisch und deutsch. Ausw. u. Übers. v. Wolfgang Riemann. München: dtv – Deutscher Taschenbuchverlag 1990. 144 S. [Mit Texten von Ferid Edgü, Orhan Duru, Feyza Hepçilingirler, Savaş Büke, Tezer Özlü, Samim Kocagöz, Erendiz Atasü, Nevzat Üstün, Tomris Uyar.]
- Habib Bektaş: Das Länderspiel.[Millî maç.] Erzählungen. Tübingen: Heliopolis Verl. 1991. 80 S.
- Zülfü Livaneli: Der Eunuch von Konstantinopel. [Engeriğin gözündeki kamaşma.] Roman. Zürich: Unionsverlag 2000 [Tb: 2002] 189 S. Berlin 1981
- Moderne türkische Klassiker. [Modern Türk klasikler.] Zweisprachig türkisch und deutsch. Ausw. u. Übers. v. Wolfgang Riemann. München: dtv – Deutscher Taschenbuchverlag 1994. 152 S. [Mit Texten von Sabahattin Ali, Halikarnas Balıkçısı, Leylâ Erbil, Memduh Şevket Esendal, Yakup Kadri Karaosmanoğlu, Orhan Kemal, Aziz Nesin, Ömer Seyfettin, Haldun Taner.]
- Moderne türkische Erzählungen. [Modern Türk öyküleri.] Zweisprachig türkisch und deutsch. Ausw. u. Übers. v. Wolfgang Riemann. München: dtv – Deutscher Taschenbuchverlag 2004. 168 S. [Mit Texten von Erendiz Atasü, Orhan Duru, Nursel Duruel, Feyza Hepçilingirler, Onat Kutlar, Mario Levi, Tezer Özlü, Adnan Özyalçıner, Tomris Uyar.]
- Zülfü Livaneli: Katze, Mann und Tod. [Bir kedi. Bir adam. Bir ölüm.] Roman. Zürich: Unionsverlag 2005. 190 S.
- Halid Ziya Uşaklıgil: Verbotene Lieben. [Aşk-ı Memnu.] Aus dem Türkischen und mit einem Nachwort von Wolfgang Riemann. Zürich: Unionsverlag 2007. 474 S. (Die Türkische Bibliothek)
- Zülfü Livaneli: Glückseligkeit. [Mutluluk.] Stuttgart: Klett-Cotta Verlag 2008. 320 S.
- Namık Kemal: Vaterland oder Silistria! [Vatan yahut Silistre!] Ein Theaterstück in 4 Akten. Aus dem Türkischen von Monika Carbe und Wolfgang Riemann. Darmstadt: Manzara Verlag 2010. 130 S.
- Istanbul erzählt. [İstanbul anlatıyor.] Zweisprachig türkisch und deutsch. Ausw. u. Übers. v. Wolfgang Riemann. München: dtv – Deutscher Taschenbuchverlag 2010. 142 S. [Mit Texten von Gaye Boralıoğlu, Orhan Kemal, Şebnem İşigüzel, Orhan Duru, Stella Acıman, Tezer Özlü, Erendiz Atasü.]
- Ahmet Rasim: Die schöne Eleni. [Güzel Eleni.] Darmstadt: Manzara Verlag 2012. 62 S.
- Ahmet Haşim: Ansichtsachen. [Bize göre.] Darmstadt: Manzara Verlag 2012. 79 S.
- Ömer Seyfettin: Die hohen Absätze. [Yüksek ökçeler.] Darmstadt: Manzara Verlag 2012. 79 S.
- Ekrem Akurgal: Erinnerungen eines Archäologen. Einige bedeutende Kapitel aus der Kulturgeschichte der Republik Türkei. [Bir Arkeoloğun Anıları.Türkiye Cumhuriyeti kültür tarihinden birkaç yaprak.] Herausgegeben von Brigitte Freyer-Schauenburg und Erika Simon. Aus d. Türkischen übers. von Wolfgang Riemann. Mainz u. Ruhpolding: Franz Philipp Rutzen Verlag 2013. 162 S., XXX Taf.
- Demir, Tayfun: Der rastlose Gast. [Huzursuz misafir.] Eine Migrationsbiographie aus Duisburg. Duisburg: Verlag Dialog Edition 2015. 312 S.
- Boralıoğlu, Gaye: Die Frauen aus Istanbul. Erzählungen aus einer unbekannten Gesellschaft. [Mübarek kadınlar.] 13 Erzählungen aus dem Türkischen von Wolfgang Riemann. [Eine Erzählung wurde von Monika Carbe übersetzt.] Frankfurt am Main: Größenwahn Verlag 2016. 175 S.
- Boralıoğlu, Gaye: Der Fall Ibrahim. [Meçhul.] Roman. Aus dem Türkischen von Wolfgang Riemann. Berlin: Binooki Verlag 2017. 248 S.
- Ni kaza en Turkiya. Jüdische Erzähler aus Istanbul. Anthologie. Auswahl und Übersetzung von Wolfgang Riemann. Engelschoff: Verlag auf dem Ruffel 2017. 150 S.